# Самариновац (Неготин)
Самариновац је насеље у Србији у општини Неготин у Борском округу. Према попису из 2022. у насељу је било 319 становника (према попису из 2011. било је 437 становника, према попису из 2002. било је 464 становника а према попису из 1991. било је 1021 становника).

## Положај села
Самариновац је ратарско сеоско насеље збијеног типа удаљено 5 километара северно од Неготина. Смештено је на просечно 50 метара надморске висине, на обалама Дупљанске реке, леве притоке канала Јасеничке реке, са обе стране пута Неготин-Прахово. Северна географска ширина насеља је од 44° 16’ 06”, источна географска дужина 22° 33’ 18”, а површина атара 1.324 хектара. Од Неготина се до овог насеља може стићи директним асфалтним путем.
Село је у средини неготинске равнице, између Неготина и Прахова. Куће су са обе стране пута Неготин-Кладово и Дупљанске (Самариновачке)реке.

## Историја
Убраја се у стара насеља. Током историје три пута је мењало свој месни положај (Конопљиште, Селиште или Сељиште, па данашње место). Поред Сељишта и данашњег гробља је Старо Гробље (Момирнц Батрњ), на коме има камених споменика из друге половине 18. века. У ово гробље су се укопавали када је село било у Сељишту. У селу постоји место где је била црква средином прошлог, 19. века. Ту је изваљен камен од „часне трпезе, на коме је изрезано: „Согради каменђ Милошђ”. Овај су камен оградили споменицима Старог Гробља, да се не би газило по њему.
Први пут се помиње у турским пописима (1530. године) као насеље са 56 кућа. Године 1586. је имало 42 куће, 1723-1725. (под називом Marinovatz) - 35 кућа, 1736 - 50 кућа, (1784. је забележено као Сумариновацз, а 1811. године као Самариновац), 1846. је имало 75 кућа, 1866. године 89 кућа, а 1924. године 141 кућу.
Није могуће доказати одакле су пореклом становници најстаријег насеља. По неким подацима потичу са Косова. Селиште, где је раније било насеље било је чисто српско насеље. Касније се у њему почело говорити влашки, јер су досељене влашке и повлашене породице.
По Мирославу Драшкићу становништво Самариновца чине Царани, углавном досељени из Влашке низије.
Данашње насеље није подељено на „крајеве“ и „мале“.
У њему су између два светска рата живеле следеће фамилије: Илићи (Зечевићи - Јапурани) (слава Ђурђевдан), Стефановићи, Ђорђевићи и Мишковићи (слава Свети Никола), Жугравешти (славе Свети Стеван и Петковица), Флорићи (славе Свети Никола и Петковица), Рајцићи (слава Свети Арханђео), Маркулићи (слава Митровдан), Стојковићи и Стојимировићи (слава Свети Алимпије), Гимишешти и Савићи (слава Петковица), Барчуешти (слава Ђурђиц), Молцарешти и Чокланешти (слава Петковица), Станојевићи и Станојловићи (слава Петковица), Чумперикићи или Јоновићи (славе Свети Никола, Свети Јован и Свети Арханђео), Бугарчићи (слава Свети Никола), Илишкићи или Јанковићи (слава Свети Никола), Царани (славе Митровдан и Петковица), Унгурјани или Перићи (слава Свети Ђорђе), Вујешти (слава Петковица), Првуловићи (слава Петковица), Уљешти или Петровићи (слава Петковица), Владићи или Николићи (слава Свети Арханђео), Адамовићи (слава Мала Госпојина), Брнашеви или Лунгалешти (слава Петковица), Кебин (слава Ђурђевдан), Цонићи (слава Свети Василије), Рагушинов (слава Петковица), Добрићи (слава Петковица), Данчике (слава Велика Госпојина), Јапулешти (слава Свети Ђорђе и Петковица), Курту (слава Свети Никола), Божика (слава Свети Ђорђе), Димовићи (слава Свети Арханђео), Јанковићи (слава Свети Арханђео), Шишко (слава Петковица), Барбуловићи (слава Петковица), Јанковићи (слава Петковица), Аврамовићи (слава Свети Никола), Томићи (слава Петковица) и Ибраин (слава Свети Арханђео). Заветине у насељу су Ускрс и Спасовдан.
Православни храм посвећен Светој Тројици у Самариновцу освећен је 1936. године.
Становништво Самариновца је православно и национално се изјашњава као српско и влашко. Антропогеографским и етнолошким испитивањима сврстано је у влашка насеља.
Године 1921. насеље је имало 141 кућу и 742 становника, 1948. године 197 кућа и 906 становника, а 2002. године 226 кућа и 474 становника. Године 2007. у иностранству је из овог насеља радио 301 становник (углавном у Аустрији и Немачкој).
Основна школа је (почела са радом 1892. године) школске 2006/2007. године имала 11 ученика.
Земљорадничка задруга у Самариновцу је основана 1920. године (обновљена 1947. године као Земљорадничко набавно-продајна задруга). Јула 1960. године припојена је Земљорадничкој задрузи у Неготину, заједно са задругама из Душановца и Прахова. Сељачка радна задруга „Крајина“ у Самариновцу је радила од 1949. до 1953. године (престала је са радом одлуком скупштине задругара). Електричну расвету насеље добија 1953. године, задружни Дом 1957. године, асфалтни пут и сеоски водовод 1970, а телефонске везе са светом 1980. године.

## Демографија
Према последњем попису из 2022. године у Самариновцу је живело 319 становника што је за 000 мање у односу на 2011. када је на попису било 437 становника. У насељу живи 284 пунолетних становника, а просечна старост становништва износи 55,18 година (54,41 код мушкараца и 55,86 код жена).
Према подацима пописа из 2022. у насељу има 152 домаћинства, а просечан број чланова по домаћинству је 2,10 а према истом попису у насељу има 248 стамбених јединица од којих је 150 насељених.
Ово насеље је углавном насељено Србима (према попису из 2002. године), а у последња три пописа, примећен је пад у броју становника, који је посебно изражен по почетку распада СФРЈ.
Мора да се дода и податак да су у овом насељу становници, и поред званичног пописног податка да су Срби, ипак Власи на српском или Румањ (на матерњем, румунском језику). Политички ломови у Држави су довели и до националне ренесансе код крајинских Влаха. За очекивати је да ће на следећем попису национална структура становништва изгледати другачије.
|  |

| Демографија | Демографија | Демографија |
| Година      | Становника  | Становника  |
| ----------- | ----------- | ----------- |
| 1948.       | 906         |             |
| 1953.       | 935         |             |
| 1961.       | 908         |             |
| 1971.       | 990         |             |
| 1981.       | 1.011       |             |
| 1991.       | 1.021       | 703         |
| 2002.       | 464         | 803         |
| 2011.       | 437         |             |
| 2022.       | 319         |             |

| Етнички састав према попису из 2002.‍ | Етнички састав према попису из 2002.‍ | Етнички састав према попису из 2002.‍ | Етнички састав према попису из 2002.‍ | Етнички састав према попису из 2002.‍ |
| ------------------------------------ | ------------------------------------ | ------------------------------------ | ------------------------------------ | ------------------------------------ |
|                                      |                                      |                                      |                                      |                                      |
| Срби                                 | Срби                                 |                                      | 368                                  | 79,31%                               |
| Власи                                | Власи                                |                                      | 68                                   | 14,65%                               |
| Роми                                 | Роми                                 |                                      | 7                                    | 1,50%                                |
| Хрвати                               | Хрвати                               |                                      | 1                                    | 0,21%                                |
| Румуни                               | Румуни                               |                                      | 1                                    | 0,21%                                |
| Македонци                            | Македонци                            |                                      | 1                                    | 0,21%                                |
| непознато                            | непознато                            |                                      | 7                                    | 1,50%                                |

| Година пописа     | 1948. | 1953. | 1961. | 1971. | 1981. | 1991. | 2002. |
| ----------------- | ----- | ----- | ----- | ----- | ----- | ----- | ----- |
| Број домаћинстава | 197   | 194   | 203   | 209   | 221   | 233   | 163   |

| Број чланова      | 1  | 2  | 3  | 4  | 5  | 6 | 7 | 8 | 9 | 10 и више | Просек |
| ----------------- | -- | -- | -- | -- | -- | - | - | - | - | --------- | ------ |
| Број домаћинстава | 43 | 53 | 24 | 13 | 11 | 8 | 5 | 2 | 3 | 1         | 2,85   |

| Пол    | Укупно | Неожењен/Неудата | Ожењен/Удата | Удовац/Удовица | Разведен/Разведена | Непознато |
| ------ | ------ | ---------------- | ------------ | -------------- | ------------------ | --------- |
| Мушки  | 201    | 43               | 133          | 18             | 7                  | 0         |
| Женски | 217    | 20               | 130          | 58             | 9                  | 0         |
| УКУПНО | 418    | 63               | 263          | 76             | 16                 | 0         |

| Пол    | Укупно                    | Пољопривреда, лов и шумарство | Рибарство                            | Вађење руде и камена | Прерађивачка индустрија       |
| ------ | ------------------------- | ----------------------------- | ------------------------------------ | -------------------- | ----------------------------- |
| Мушки  | 77                        | 34                            | 1                                    | 0                    | 11                            |
| Женски | 41                        | 28                            | 0                                    | 0                    | 3                             |
| УКУПНО | 118                       | 62                            | 1                                    | 0                    | 14                            |
| Пол    | Производња и снабдевање   | Грађевинарство                | Трговина                             | Хотели и ресторани   | Саобраћај, складиштење и везе |
| Мушки  | 4                         | 1                             | 7                                    | 0                    | 8                             |
| Женски | 0                         | 0                             | 5                                    | 0                    | 2                             |
| УКУПНО | 4                         | 1                             | 12                                   | 0                    | 10                            |
| Пол    | Финансијско посредовање   | Некретнине                    | Државна управа и одбрана             | Образовање           | Здравствени и социјални рад   |
| Мушки  | 0                         | 0                             | 3                                    | 1                    | 1                             |
| Женски | 0                         | 0                             | 0                                    | 1                    | 1                             |
| УКУПНО | 0                         | 0                             | 3                                    | 2                    | 2                             |
| Пол    | Остале услужне активности | Приватна домаћинства          | Екстериторијалне организације и тела | Непознато            | Непознато                     |
| Мушки  | 0                         | 0                             | 0                                    | 6                    | 6                             |
| Женски | 0                         | 0                             | 0                                    | 1                    | 1                             |
| УКУПНО | 0                         | 0                             | 0                                    | 7                    | 7                             |

Податке о насељима сакупио МИОДРАГ ВЕЛОЈИЋ, дипл. географ радник Историјског архива Неготин